# Chionaema pratti
Chionaema pratti là một loài bướm đêm thuộc phân họ Arctiinae, họ Erebidae.